# IC 4157
IC 4157 је појединачна звијезда у сазвјежђу Ловачки пси која се налази на листи објеката дубоког неба у Индекс каталогу.
Деклинација објекта је + 38° 39' 56" а ректасцензија 13h 4m 18,4s.